# Hymenaster anomalus
Hymenaster anomalus är en sjöstjärneart som beskrevs av Percy Sladen 1882. Hymenaster anomalus ingår i släktet Hymenaster och familjen knubbsjöstjärnor. Inga underarter finns listade i Catalogue of Life.